# عينة نمطية

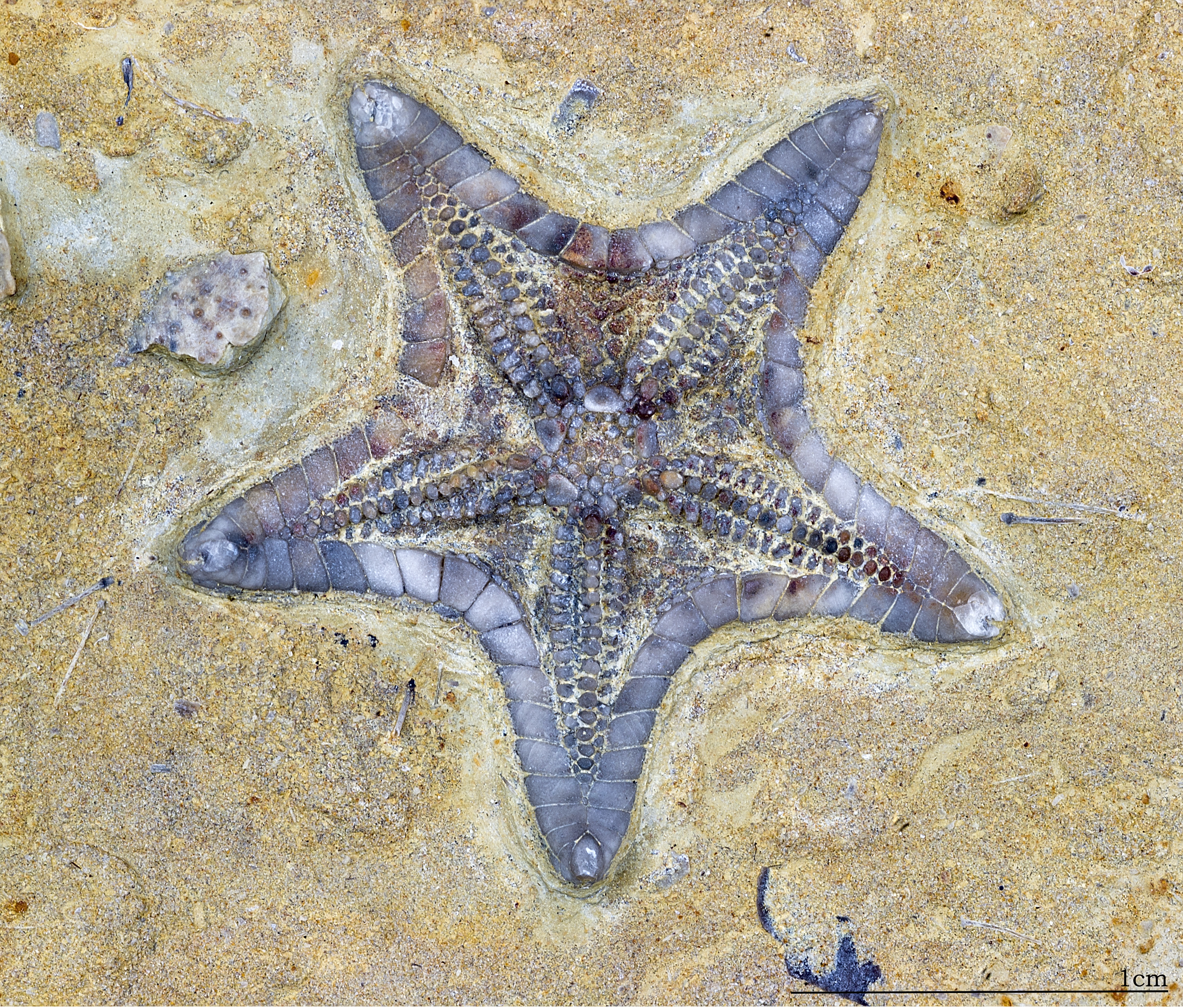
نموذج عينة من نجم البحر المغربي - متحف تولوز

العينة النمطية في علم الأحياء هي عينة مميزة (أو في بعض الحالات مجموعة من العينات) من كائن حي التي تربط الاسم العلمي لهذا الكائن الحي رسمياً. وبعبارة أخرى تكون هذه العينة مثالاً يعمل على ترسيخ أو تحديد الملامح المميزة لتلك الأصنوفة المعينة. في الاستخدام القديم (في علم النبات ما قبل 1900) كانت العينة النمطة تعتبر كأصنوفة بدلاً من العينة.
والأصنوفة هي عبارة عن تسمية علمية تجمع كائنات حية ما مع أخرى متشابهة وتستبعد آخرين استناداً إلى وصف تفصيلي تم نشره (على سبيل المثال وصف النوع) مبينا على عينة نمطي التي عادةً ما تكون متوفرة للعلماء للفحص في مجموعة عينات الأبحاث في متحفٍ كبيرٍ أو مؤسسةٍ مماثلة.

## وصلات خارجية
- ICZN Code: International Code of Zoological Nomenclature, the official website
- Fishbase Glossary section.
- A compendium of terms
- Zoological Type Nomenclature (Evenhuis) نسخة محفوظة 3 أبريل 2023 على موقع واي باك مشين.